# Leptolebias splendens
The Splendid Pearlfish (Leptolebias splendens) là một loài cá thuộc họ Rivulidae. Nó là loài đặc hữu của Brasil.